# Josef Teufl von Fernland
Josef Teufl von Fernland (německy Joseph Teufl Edler von Fernland, uváděn též jako Teufel) (12. dubna 1842 Haugsdorf – 1. března 1923 Vídeň) byl rakousko-uherský admirál. U c. k. námořnictva sloužil od roku 1862 a v mládí se vyznamenal účastí v několika válkách. Jako nižší důstojník na různých lodích absolvoval několik zaoceánských plaveb. Přes dvacet let byl vysokým úředníkem v námořní sekci na c. k. ministerstvu války (1880–1901), mezitím postupoval v hodnostech a v roce 1892 byl povýšen do šlechtického stavu. Nakonec byl v letech 1901–1903 ředitelem Centrálního námořního archivu v Terstu a v roce 1903 byl penzionován. I později se ale v různých sférách angažoval ve veřejném životě a mimo aktivní službu byl v roce 1913 povýšen do hodnosti kontradmirála. 

## Životopis

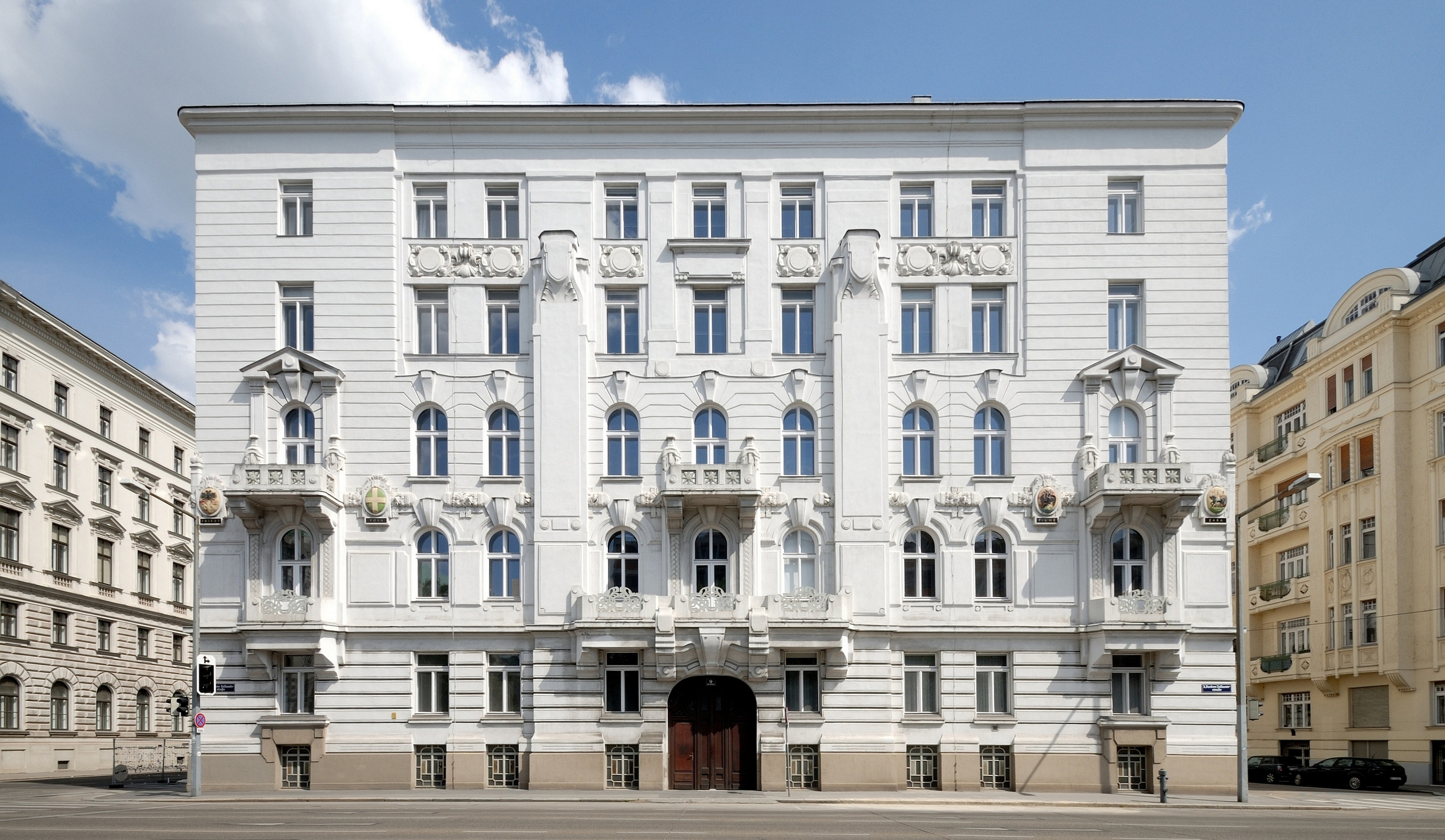
Sídlo námořní sekce c.k. ministerstva války ve Vídni, působiště Josefa Teufla v letech 1880–1901

Pocházel z Dolního Rakouska, kde se narodil do rodiny obchodníka s vínem. Po absolvování reálky studoval jeden rok na vídeňské Polytechnice a v roce 1862 se nechal zapsat na C. k. námořní akademii v Rijece. V hodnosti kadeta sloužil na různých lodích, v roce 1862 absolvoval cestu do Řecka a v roce 1864 se na válečné lodi SMS Kaiser zúčastnil dánsko-německé války. Během války s Itálií se v roce 1866 zúčastnil bitvy u Visu na fregatě SMS Habsburg. V letech 1866–1867 se na fregatě SMS Schwarzenberg plavil po Středomoří. Pod velením admirála Petze se na korvetě SMS Erzherzog Friedrich zúčastnil několikaleté expedice do jižní Ameriky a na Dálný východ (1868–1871).
Během zaoceánské plavby získal hodnost praporčíka (1869) a po návratu působil u kartografického oddělení Hydrografického úřadu v Pule (1871–1873). Kromě služby na dalších lodích byl také velitelem jednotek námořní pěchoty. S kadety námořní akademie absolvoval další cestu na korvetě SMS Dandolo (1877–1878) pod velením kapitána Josefa Langa. Plavba vedla přes Atlantský oceán se zastávkami v řadě přístavů v jižní a severní Americe. Po návratu byl přidělen ke sborovému námořnímu velitelství v Pule, krátce byl navigačním důstojníkem na císařské jachtě SMS Miramar a vedl také výcvik námořních kadetů na cvičné lodi SMS Adria (1879). Mezitím postupoval v hodnostech jako poručík II. třídy (1878) a poručík I. třídy (1880).
V roce 1880 byl povolán do Vídně na ministerstvo války, kde přes dvacet let působil v I. oddělení námořní sekce. Nejprve měl na starost personální záležitosti a od roku 1886 pod něj spadaly zpravodajské služby. Mezitím postupoval v hodnostech (korvetní kapitán 1893, fregatní kapitán 1898). V letech 1901–1903 zastával funkci ředitele Centrálního námořního archivu (Marine-Central-Archiv) v Terstu a k datu 1. listopadu 1902 získal hodnost kapitána řadové lodi. Na jaře 1903 byl penzionován a od té doby žil v soukromí. Mimo aktivní službu byl povýšen do hodnosti kontradmirála (3. února 1913).
Po odchodu do výslužby zůstal aktivní v různých spolcích a institucích. Již od roku 1885 byl členem C.k. geografické společnosti ve Vídni. Od roku 1908 byl členem Rakouské společnosti pro podporu lodní dopravy (Österreichischer Flottenverein) a v letech 1913–1914 byl jejím viceprezidentem. Od roku 1908 byl také členem rakouské společnosti Mezinárodního červeného kříže. Na penzi žil trvale ve Vídni, kde zemřel 1. března 1923 ve věku osmdesáti let. 
V roce 1882 se ve Vídni oženil s Marií Huberovou (1852–1908), ovdovělou Thomasovou. Z manželství se narodil jediný syn Robert (1885–1946), který také sloužil u c. k. námořnictva, za první světové války vynikl jako ponorkový velitel a dosáhl hodnosti korvetního kapitána.

## Tituly a ocenění
V roce 1892 byl povýšen do šlechtického stavu s predikátem Edler von Fernland. Během služby u námořnictva se stal nositelem několika vyznamenání v Rakousku-Uhersku i v zahraničí.

### Rakousko-Uhersko
- Válečná pamětní medaile (1864)
- Stříbrná Medaile za statečnost (1866)
- Válečná medaile (1873)
- Služební odznak pro důstojníky III. třídy (1885)
- Vojenský záslužný kříž (1892)
- Řád železné koruny III. třídy (1896)
- Jubilejní pamětní medaile (1898)
- Služební odznak pro důstojníky II. třídy (1902)
- Vojenská záslužná medaile (1903)
- Vojenský jubilejní kříž (1908)

### Zahraničí
- Řád slávy IV. třídy (1878, Tunisko)
- komturský kříž Vévodského-sasko ernestinského domácího řádu (1894, Sasko)